# 成功路 (台中市區)

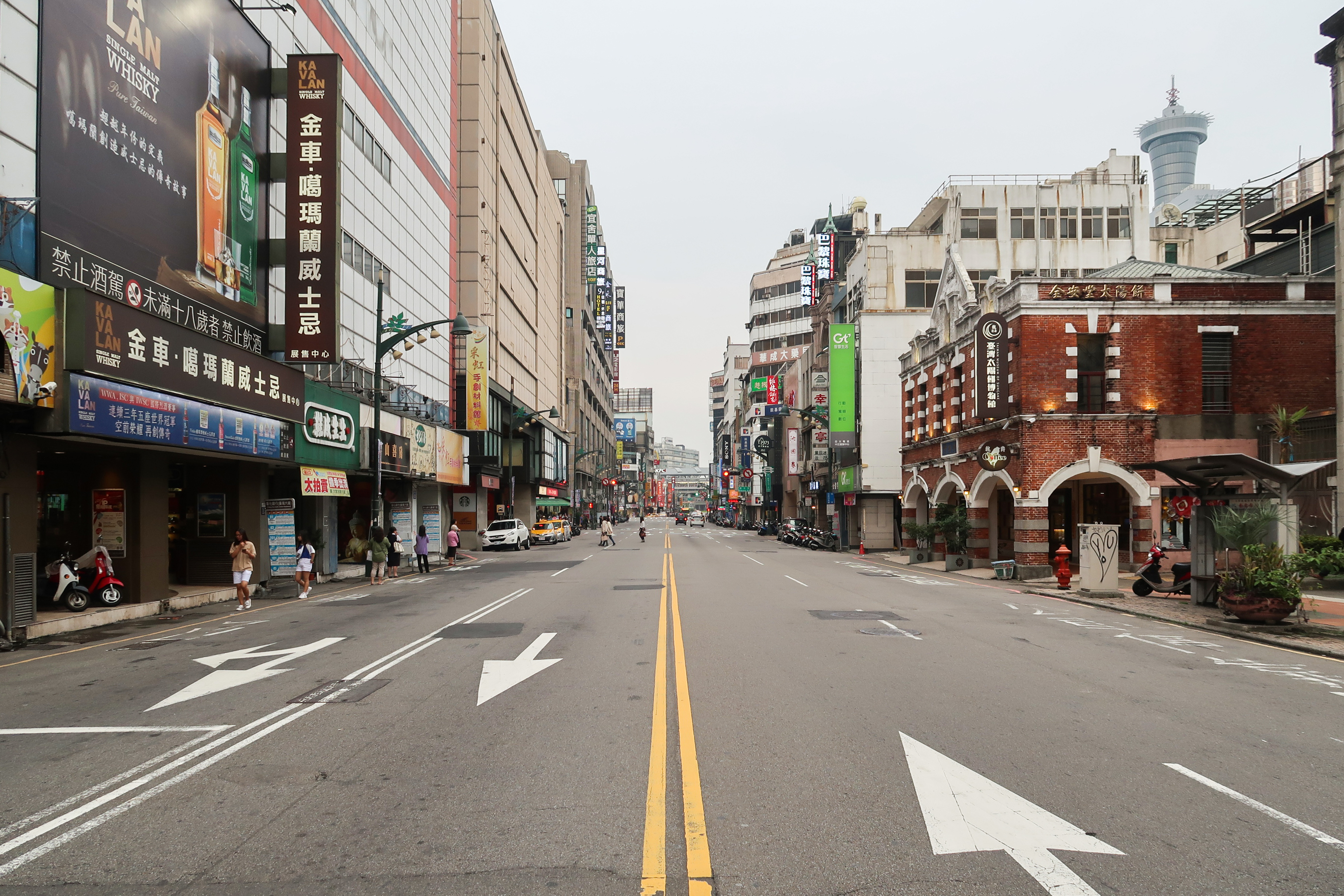
成功路中區段（2019年）

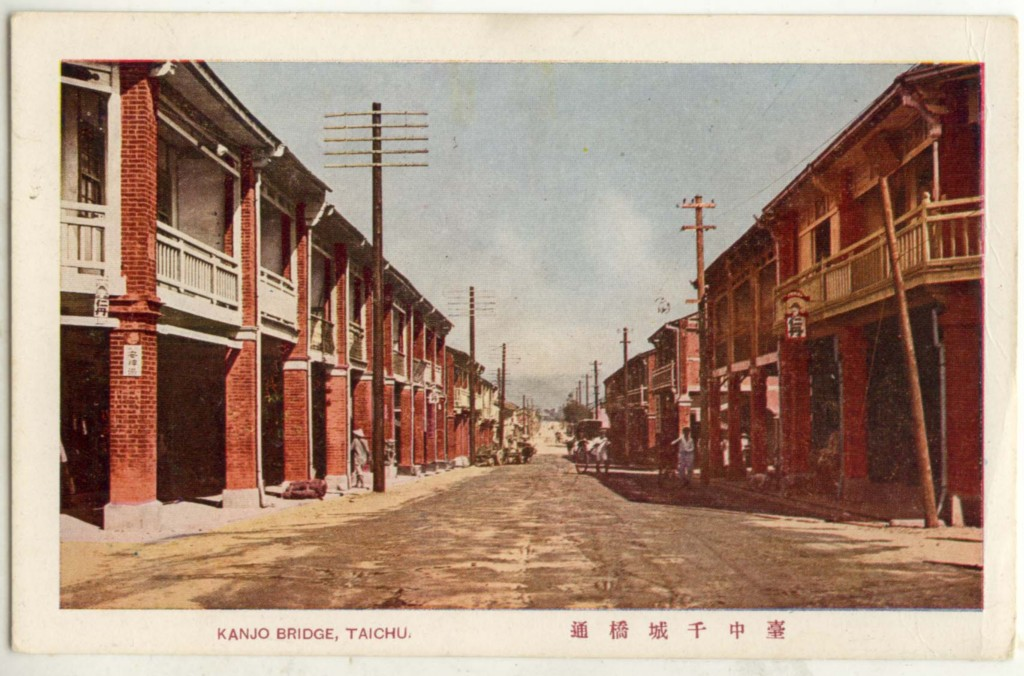
日治時期的臺中干城橋通，即今日的成功路。

成功路為臺灣臺中市重要道路之一，位於中區與北區。東南接於新民街，靠近臺中車站，西北於五權路口續接西屯路一段。全線為東南向、雙車道之單行道。光復路為臺灣臺中市重要道路之一，位於中區與北區。東南接於南京路，西北於中華路口續接柳川東路。全線為西北向、雙車道之單行道。成功路與光復路為單行配對之單行道。

## 歷史
闢建於日治時代，原稱「干城橋通」，因跨越綠川的「干城橋」（已不存）而得名，戰後改稱成功路至今。

## 行經行政區域
（由東往西）
- 中區
- 北區

## 本道路客運
臺中市市區公車
| 編號 | 業者 | 路線 | 行駛區間 |
| ---- | ---- | ---- | -------- |

## 沿線設施
（由東往西）
- 臺鐵臺中車站
- 臺中轉運站

建國路
- 綠川
- 東協廣場（原第一廣場）
- 草藥街
- 繼光街徒步區

自由路二段
- 錢櫃KTV台中店
- 萬春宮

三民路二段
- 中區區公所
- 台灣大道幹線公車仁愛醫院站（柳川上加蓋）
- 臺中市政府消防局第七大隊中區分隊
- 中華路夜市

五權路